# HD 218101
HD 218101，又名BD+15 4760，SAO 108383、HR 8784，是一颗恒星，视星等为6.44，位于銀經89.29，銀緯-39.26，其B1900.0坐标为赤經23h 0m 9.8s，赤緯+16° -39.26′ 45″。